# Mölndals allmänna simsällskap

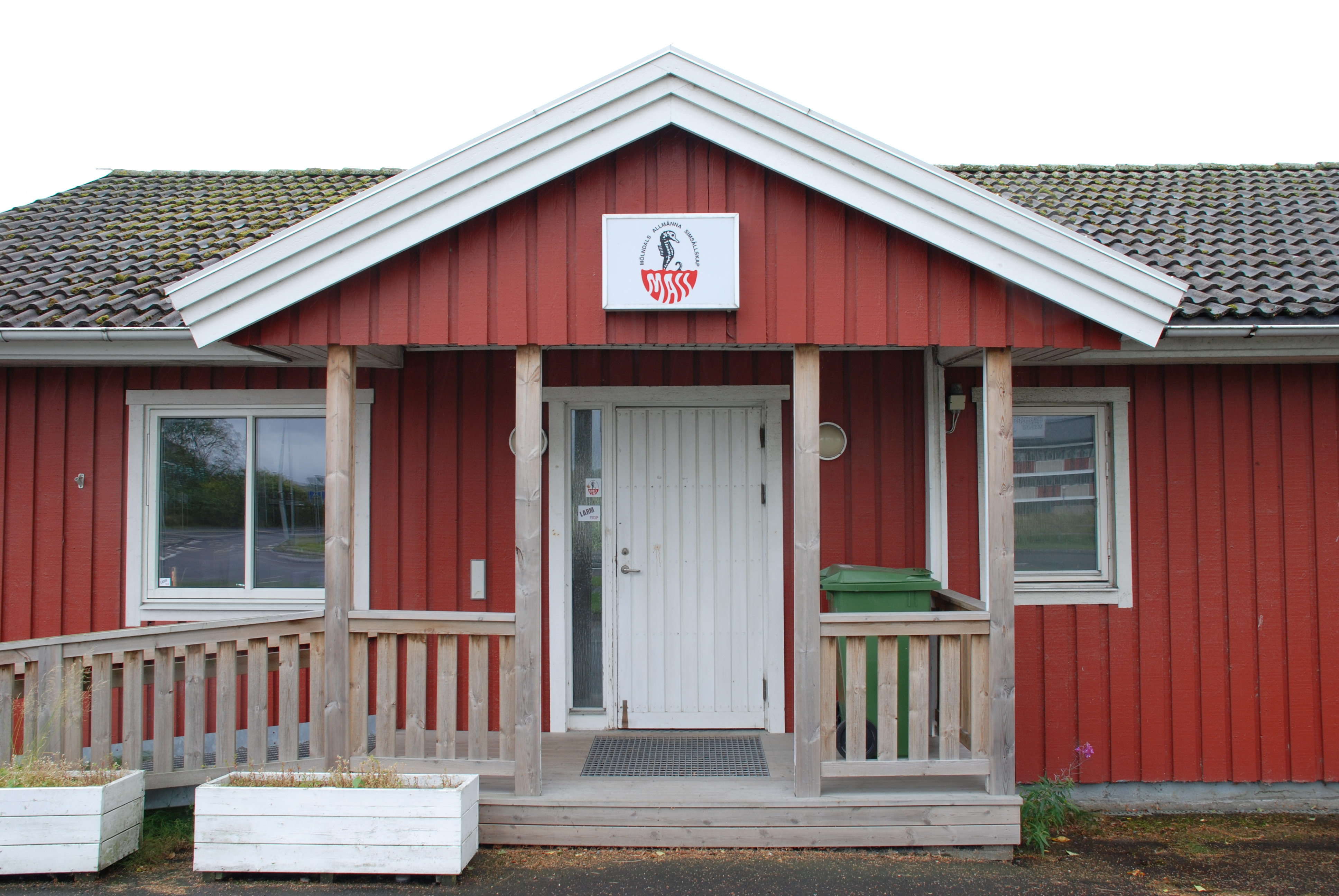
Mölndals allmänna simsällskaps klubbstuga vid Idrottsvägen i Mölndal.

Mölndals allmänna simsällskap (MASS) bildades 1976 och är en ideell simklubb som bedriver simutbildning (simskola och teknikskola) samt simträning för barn och ungdomar från Mölndal och angränsande kommuner. MASS har sina hemvist i Åby simhall. Mellan 2009 och 2012 hade klubben cirka 2200 barn och ungdomar i verksamheten, men upp till 3000 barn eller vuxna deltar i någon kurs i MASS under ett år. Antalet medlemmar är cirka 1500 st i allt från simskola upp till en elitgrupp. Handikappsektion finns också.

## Medlemskap
MASS är medlem i:
- Västsvenska simförbundet (VSSF)
- Svenska simförbundet (SSF)
- Svenska Handikappidrottsförbundet (SHIF)
- Göteborgs Handikappidrottsförbund (GHIF)

## Kända simmare
MASS mest framgångsrika simmare är för tillfället Robin Andréasson som har 30-talet individuella SM-medaljer och har haft flera landslagsuppdrag. Robin har dessutom ett EM-brons från Budapest 2010.
Mass är även hem till simmerskan Joline Höstman som avslutade sin fantastiska karriär här. Hon har varit med i två OS, Peking 2008 och London 2012 och med ett Svenskt rekord på 200 meter bröstsim i bagaget är hon en av Sveriges största bröstsimmerskor genom tiderna. Klubben har även fostrat paralympicsmedaljören, politikern och världsrekordhållaren David Lega.